# Southpaw - L'ultima sfida (colonna sonora)
Southpaw - L'ultima sfida è la colonna sonora dell'omonimo film di Antoine Fuqua, pubblicata nel 2015 da Shady e Interscope Records.
| Recensione | Giudizio |
| ---------- | -------- |
| AllMusic   | [ 1 ]    |

## Tracce
1. Cry for Love (Part 1) (James Horner) – 1:27
2. Kings Never Die (Eminem featuring Gwen Stefani) – 4:56 (Marshall Mathers, Luis Resto, Khalil Abdul-Rahman, Erik Alcock, Chin Injeti, Liz Rodrigues) – DJ Khalil, Eminem (prod. agg.)
3. Beast (Southpaw Remix) (Rob Bailey and The Hustle Standard featuring Busta Rhymes, KXNG CROOKED and Tech N9ne) – 4:39 (Charles "Hustle" Caripides, Rob Bailey, Mathers, Abdul-Rahman, Trevor Smith, Dominick Wickliffe, Aaron Yates) – Charley Hustle, DJ Khalil (remix)
4. This Corner (Denaun) – 3:53 (Mathers, Luis Resto, Mario Resto, Denaun Porter, Marvin O'Neal) – Eminem, L. Resto (prod. agg.), Mr. Porter (prod. agg.)
5. What About the Rest of Us (Action Bronson & Joey Bada$$ featuring Rico Love) – 4:12 (Ariyan Arslani, Richard Butler, Jr., Cecil "Kasanova" Kirby, Jo-Vaughn Virginie, Curtis Mayfield) – Rico Love, Kasanova
6. Raw (Bad Meets Evil) – 3:40 (Mathers, Ryan Montgomery, Raymond "Sarom" Diaz) – Sarom, CertiFYD
7. R.N.S. (Slaughterhouse) – 3:39 (Joe Budden, Joell Ortiz, Wickliffe, Abraham Orellana, Justin Smith, O'Shea Jackson, Anthony Wheaton, Betty Mabry, Fred Mühlböck) – AraabMuzik, Just Blaze
8. Wicked Games (The Weeknd) – 5:24 (Abel Tesfaye, Carlo Montagnese, Doc McKinney, Rainer Blancheur) – Doc McKinney, Illangelo
9. All I Think About (Bad Meets Evil) – 6:12 (Mathers, Montgomery, L. Resto) – Eminem, L. Resto (prod. agg.)
10. Drama Never Ends (50 Cent) – 3:16 (Curtis Jackson, Adam Feeney) – Frank Dukes
11. Mode (PRhyme featuring Logic) – 3:01 (Montgomery, Christopher Martin, Adrian Younge, Robert Hall II) – DJ Premier
12. Notorious Thugs (The Notorious B.I.G. featuring Bone Thugs-n-Harmony) – 6:07 (Christopher Wallace, Sean Combs, Bryon McCane, Steven Howse, Anthony Henderson, Steven Jordan) – Stevie J, Sean Combs
13. Phenomenal (Eminem) – 4:42 (, Mathers, L. Resto, M. Resto) – Eminem, L. Resto (prod. agg.)
14. Cry for Love (Part 2) (James Horner) – 1:33

## Classifiche settimanali
| Classifica (2015)         | Posizione raggiunta |
| ------------------------- | ------------------- |
| Australia                 | 13                  |
| Austria                   | 70                  |
| Belgio (Fiandre)          | 146                 |
| Belgio (Vallonia)         | 147                 |
| Francia                   | 108                 |
| Germania                  | 61                  |
| Nuova Zelanda             | 20                  |
| Canada                    | 2                   |
| Stati Uniti               | 5                   |
| US Top R&B/Hip-Hop Albums | 2                   |
| Svizzera                  | 43                  |